# اوكان يالابيك
اوكان يالبيك (بالتركية: Okan Yalabık)‏ (13 ديسمبر 1978)، ممثل تركي، بدأ حياته الفنية على المسرح في عمر 16 عاماً واشتهر من خلاله، كانت بداية معرفة الجمهور له في مسلسل «تذكر يا عزيزي» برفقة بيرين سات حيث حقق نجاحا كبيرا ووصل إلى قلب الجمهور، ثم انضم إلى فريق عمل مسلسل «حريم السلطان» بدور إبراهيم باشا الذي فاز من خلاله بجائزة الاناقة التركية متغلباً على خالد ارغنش (السلطان سليمان في نفس المسلسل) ومراد يلدريم بطل عشق وجزاء. وانتهى دوره فيه في الجزء الثالث بمشهد اعدام الباشا والذي حظى بنسبة تعليقات ضخمة على مواقع التواصل الاجتماعى حول اجادة اوكان لأداء الدور. بشكل عام فقد مثل هذا الدور نقلة ضخمة في حياته حيث انتقلت شهرته إلى خارج تركيا خاصة في الدول العربية ووضعه المشاهد مع مريم يوزيرلى (السلطانة خرم أو «هيام» في المسلسل) كأهم شخصيتين نظرا لأدائهما الواثق بالإضافة لوسامتهما.

## روابط خارجية
- اوكان يالابيك على موقع IMDb (الإنجليزية)
- اوكان يالابيك على موقع روتن توميتوز (الإنجليزية)
- اوكان يالابيك على موقع ألو سيني (الفرنسية)
- اوكان يالابيك على موقع أول موفي (الإنجليزية)
- اوكان يالابيك على موقع قاعدة بيانات الفيلم (الإنجليزية)
- اوكان يالابيك على موقع كينوبويسك (الروسية)